# 実成寺 (会津若松市)
實成寺（じつじょうじ）は、福島県会津若松市に所在する日蓮正宗の寺院。山号は久遠山（くおんざん）。

## 起源と歴史
- 1303年（乾元2年） - 建立される。開基は日蓮正宗第3祖日目の弟子である日尊。
  - 開基檀那は藤原実成と伝えられており寺号の由来となっている。
- 1628年（寛永5年） - 後の大石寺第18世法主となる日盈が住職となる。
  - その後第24世日永、第25世日宥が相次いで住職となっている。
- 1769年（明和6年） - 祖師堂が建立される。
- 1868年（明治元年） - 戊辰戦争で戦火を被る。
- 2003年（平成15年） - 創立700周年法要が行われる。

## 所在地
- 福島県会津若松市大町2丁目6-35

## 寺院周辺
- 会津若松市立城北小学校
- 栄川酒造

## 交通アクセス
- 磐越西線会津若松駅より徒歩5分。